# Tnuvot
Tnuvot (hebrejsky תְּנוּבוֹת, doslova „Úrody“, v oficiálním přepisu do angličtiny Tenuvot) je vesnice typu mošav v Izraeli, v Centrálním distriktu, v Oblastní radě Lev ha-Šaron.

## Geografie
Leží v nadmořské výšce 35 metrů v hustě osídlené a zemědělsky intenzivně využívané pobřežní nížině, respektive Šaronské planině, nedaleko od okraje kopcovitých oblastí podél Zelené linie oddělujících vlastní Izrael v mezinárodně uznávaných hranicích od okupovaného Západního břehu Jordánu. Východně od vesnice protéká Nachal Alexander.
Obec se nachází 11 kilometrů od břehu Středozemního moře, cca 31 kilometrů severovýchodně od centra Tel Avivu, cca 56 kilometrů jihojihovýchodně od centra Haify a 11 kilometrů východně od města Netanja. Tnuvot obývají Židé, přičemž osídlení v tomto regionu je etnicky smíšené. Západním a severním směrem v pobřežní nížině je osídlení ryze židovské. Na jihovýchod od mošavu ovšem leží ale pás měst a vesnic obývaných izraelskými Araby - takzvaný Trojúhelník (nejblíže je to město Kalansuva necelé 3 kilometry odtud). 5 kilometrů od vesnice také probíhá Zelená linie a za ní stojí arabské (palestinské město) Tulkarm.
Tnuvot je na dopravní síť napojen pomocí dálnice číslo 57.

## Dějiny
Mošav Tnuvot byl založen v roce 1952. K založení došlo 10. září 1952. Prvními osadníky zde byla skupina židovských přistěhovalců z Jemenu, kteří se do Izraele dostali v rámci Operace Létající koberec. Jméno vesnice je inspirováno zemědělským charakterem okolní krajiny a také citátem z biblické knihy Deuteronomium 32,13 - „Dovolil mu jezdit po posvátných návrších země, aby jedl, čím oplývá pole“ 
Správní území obce dosahuje 2500 dunamů (2,5 kilometru čtverečního). Místní ekonomika je založena na zemědělství (pěstování citrusů a květin, chov drůbeže).
Východně od vesnice se nachází lokalita Tel Ševach (תל שבח) s pozůstatky starověkého židovského osídlení.

## Demografie
Podle údajů z roku 2014 tvořili naprostou většinu obyvatel v Tnuvot Židé (včetně statistické kategorie "ostatní", která zahrnuje nearabské obyvatele židovského původu ale bez formální příslušnosti k židovskému náboženství).
Jde o menší sídlo vesnického typu s dlouhodobě rostoucí populací. K 31. prosinci 2014 zde žilo 813 lidí. Během roku 2014 populace stoupla o 0,5 %.
| Rok            | 1961 | 1972 | 1983 | 1995 | 2001 | 2003 | 2004 | 2005 | 2006 | 2007 | 2008 | 2009 | 2010 | 2011 | 2012 | 2013 | 2014 |
| -------------- | ---- | ---- | ---- | ---- | ---- | ---- | ---- | ---- | ---- | ---- | ---- | ---- | ---- | ---- | ---- | ---- | ---- |
| Počet obyvatel | 530  | 569  | 498  | 486  | 605  | 634  | 650  | 681  | 705  | 720  | 744  | 753  | 746  | 771  | 789  | 809  | 813  |